# Рожаниця (гурт)
Рожаниця — український фольклорний гурт, заснований у 2009 році етнографом-фольклористкою Інною Ковтун (Шарковою) у Києві. Виконує традиційні українські пісні та музику, записані в етнографічних експедиціях від носіїв традиції. Ансамбль відтворює автентичні обряди, проводить майстер-класи з традиційних народних танців та ремесел (виготовлення ляльок-мотанок, писанок, вишивка, ткацтво тощо).

## Історія

### Назва гурту
Рожаниця — за припущенням деяких дослідників, язичницька богиня родини, людської долі, родючості, домашнього вогнища, берегиня живої води, наділена мудрістю пророчиця, покровителька кохання, багатства, щастя, краси та шлюбу. Вона опікується жіночою долею та дітонародженням. Згідно з древньою вірою, Богиня вдень і вночі оберігає кожну матір і її немовля від злих сил, а також має таємничий зв'язок із зірками.

### Діяльність
Основою діяльністю ансамблю є виконання автентичних пісень, відтворення традиційної календарної та родинно-побутової обрядовості, проведення майстер-класів з народних танців та ремесел (писанкарства та виготовлення ляльок-мотанок). Засновниця та керівник гурту — етнограф-фольклорист, музикознавиця, збирачка та дослідник фольклору й традицій, співачка — Інна Ковтун (Шаркова).

#### Участь у фестивалях
Гурт «Рожаниця» виступав на багатьох сценах України та зарубіжжя. Гурт є лауреатом Всеукраїнських та Міжнародних фестивалів: «Трипільське коло» (2011, 2012), «Країна мрій» (2011, 2012), «Поліське коло» (2011), «Жнива» (2015), «Русальні ночі» (2012), «Берегиня» (2018), «Балтика-2012» (Латвія), «Ucraina terra cossacorum» (2018) (Україна-Польща), «Ukrainian Pysanka Festival» (2015), «Canada's National Ukrainian Festival» (2016), «Capital Ukrainian Festival» (Канада), «Baltica -2016» (Естонія), «Ukrainian Village Voices» (2016, США), «Ördögkatlan Fesztivál» (2018, Угорщина), «Ucraina terra cosaccorum» (Польща), «The country of legends» (Грузія) та інших.
Також «Рожаниця» є учасником щорічного Міжнародного гончарного симпозіуму в Опішні та Міжнародного науково-мистецького фестивалю «Жили-були», культурних заходів у Національному центрі народної культури «Музей Івана Гончара», етнографічному комплексі «Українське село» та Національному музеї народної архітектури та побуту «Пирогів».

#### Репертуар
Репертуар колективу є результатом фольклорно-етнографічних експедицій керівника гурту, а також деякі зразки автентики зібрані його учасниками в різних куточках України. Пісні, танці й обряди записані від безпосередніх носіїв народної традиції. Це переважно український фольклор Слобожанщини, Полісся, Поділля та Центральної України, а також деякі болгарські, молдовські, польські та російські народні пісні, записані від національних етнічних меншин, які проживають на території України.

#### Творчий доробок
У липні 2012 року вийшов дебютний альбом гурту «Рожаниця» — під назвою «Ворота, розходітеся». Для своєї першої роботи керівник та учасниці колективу обрали структуру — річного календарного циклу, циклу життя. Все починається з Різдва, колядками й щедрівками, а далі через веснянки, купальські та петрівчані пісні приходить до осені, до весільного обряду. Звичайно, все це прикрашено всілякими побутовими, ліричними, жартівливими та застільними піснями.
На весні 2014 року гурт випустив другий альбом під назвою «Смородина — то не ягода», основою якого стали родинно-побутові та родинно-обрядові пісні.
У січні 2016 року ансамбль презентував свій третій диск — «Загадайте колядувать», до якого увійшли яскраві зразки колядок та щедрівок, що традиційно виконуються на зимові свята від Різдва до Водохреща, а також кілька жартівливих пісень, які були зібрані керівником та учасниками гурту в польових дослідженнях різними регіонами України, від безпосередніх носіїв місцевих традицій.
У 2019 році побачив світ четвертий альбом гурту «Дзень-брень», наповнений тематикою побутового життя українців.
Наразі[коли?] готується реліз п'ятого аудіо-альбому, під назвою «Шипшина» у творчій колоборації з Антоном Стрільцем, Зулу, Олексієм Мосійчуком.
Гурт часто виступає та співпрацює з відомою українською етно-співачкою Катею Chilly. Записали та випустили разом кілька пісень, брали участь у національному відборі на Євробачення у 2020 році з піснею «Піч».
Гурт «Рожаниця» відтворює традиційну обрядовість на основі народних пісень до наступних українських календарно-обрядових та побутових свят:
- Різдво[8][9]
- Маланка
- Масляна
- Заклички весни[10]
- Великдень
- Трійця, русальні свята[11]
- Купайла
- Весілля[12]
- Вечорниці[13]

## Дискографія

### Альбоми
- 2012 — «Ворота, розходітеся»
- 2014 — «Смородина — то не ягода»
- 2016 — «Загадайте колядувать»[14]
- 2019 — «Дзень-брень»

### Відеокліпи
- 2014 — «Ой пряла б я кудєліцу»[15].
- 2016 — «Мені Милий»[16]
- 2017 — «Весільна»[17]
- 2018 — «Рожаниця-Стрілец» — «У Києві на риночку» (колядка дівчині)[18]
- 2019 — «Де ж те сито». Кліп було перглянуто в соцмережах більше ніж 3 мільйони разів[19][20].
- 2019 — «Катруся» у співпраці з Антоном Стрільцем[21]
- 2020 — «Рамдені» (кліп на грузинську народну пісню)[22]
- 2021 — «А в пана Йвана» (відеокліп на однойменну колядку у творчій співпраці з відомим українським композитором та музикантом «Ділею» (Едуардом Приступою)[23]